# LIVE-J
『LIVE-J』（ライブ-ジェイ）は、JFN系列で放送されていたラジオ番組。

## コーナー
- LIVE-Jリコメンド
  - パーソナリティ各一人が選曲した曲について語る。

## ネット局（2009.09）

### JFN基点ネット（金曜27:00～）
- FM青森
- Boy-FM
- FM岩手
- RADIO BERRY
- FMぐんま
- FMとやま
- Radio80
- FM-NAGANO
- radio CUBE FM三重
- FM福井
- e-radio
- V-air
- FM OKAYAMA
- HFM
- FMY
- FM香川
- FM徳島
- Hi-Six
- FMS
- fm nagasaki
- Air-Radio
- FMK
- JOY FM
- μ FM
- FM沖縄

### 別時間ネット
- AFM（土曜25:00～）
- HELLO FIVE（金曜21:00～）
- FM OSAKA（日曜18:00～）
- Kiss-FM KOBE（木曜20:00～）